# Cestos City
Cestos City, auch River Cess, ist eine Stadt in Liberia. Sie ist Hauptort des River Cess County.
Die Stadt befindet sich an der Cestos Bay mit der Mündung des Cestos River in den Atlantik und liegt etwa 160 Kilometer südöstlich von Monrovia. Im Ort befinden sich neben der Distriktverwaltung auch einige Verarbeitungsfirmen für Fischprodukte und Konserven. Die Stadt zählt heute rund 2578  Einwohner.
Der heutige River Cess County war ab 1887 Teil des Grand Bassa County, das erste Verwaltungszentrum war Timbo City.  Von 1912 bis 1955 wurde das Gebiet als River Cess Territory verwaltet, dabei wurde die Verwaltung in den Küstenort River Cess City – das heutige Cestos City verlegt. Aus der Bevölkerung wurde 1976 eine Gebiets- und Verwaltungsreform für Liberia gefordert, es wurde der River Cess County gebildet.